# Bistra (Croazia)
Bistra  è un comune della Croazia di 6 870 abitanti della Regione di Zagabria.
Il comune, ed in particolare la sua frazione Gornja Bistra (Bistra Alta) è gemellata con il comune italiano di Arnara.

## Il castello di Gornja Bistra
Fu costruito nel 1773 dalla famiglia Oršić, e costituisce il monumento più importante di Bistra. Si caratterizza per lo stile barocco, un ampio parco e una cappella di architettura rococò. Fu acquistato dal conte francese Carion, in esilio per la Rivoluzione francese, che vi apportò modifiche importanti. Oggi è proprietà dello stato, ed ospita un ospedale pediatrico per malattie croniche. Nell'agosto 2002 l'ospedale venne visitato dal Presidente della Croazia Stjepan Mesić, incontrando nel contempo l'ambasciatore italiano, e un folto gruppo di volontari italiani.
A partire dal 2002, i piccoli ospiti dell'ospedale possono contare anche sulla costante presenza di volontari italiani e (negli ultimi anni) croati, associati nella Fondazione internazionale "Il giardino delle rose blu", che ha sede in provincia di Frosinone.

## Amministrazione

### Gemellaggi
- Arnara